# غراناليوني
غراناليوني (بالإيطالية: Granaglione)‏ هي بلدية في مقاطعة بولونيا في إقليم إميليا رومانيا الإيطالي.

## السكان
في سنة 1861 بلغ عدد السكان 3٬711 نسمة، وتطور العدد ليصل في سنة 2011 لـ 2٬232 نسمة.
يظهر هذا المخطط البياني تطور النمو السكاني لـ غراناليوني